# Kysthospitalet Juelsminde
Kysthospitalet i Juelsminde (Eller, Juelsminde Sanatorium) åbnede i 1902 efter Palsgaard havde presset på for at få åbnet et sygehus på adressen. Selve sygehuset fungerede som et sanatorium, som skulle tage hånd om den tuberkuloseepidemi, som hærgerede i store dele af Europa. Sygehuset i sin helhed blev lagt ude ved kysten og strategisk ved indsejlingen til Vejle Fjord, fordi afstanden fra Juelsminde til Vejle var væsentligt længere end fra Juelsminde til Horsens.
I 1977 var det slut og alle afdelingerne fra Juelsminde blev overdraget til det tidligere Hornsyld Sygehus, som ej heller eksisterer i dag.

## Historie
Sygehuset åbnede som sanatorium i 1902, og blev bygget udelukkende med indsamlede midler fra folk i Juelsminde og de nærliggende landsbyer, som Klakring, Barrit, As og Glud. Sygehusets funktion var i starten af fungere som et almindeligt sygehus, men også som sanatorium til folk med tuberkulose. I 1958 blev sygehuset sammenlagt med Hornsyld Sygehus og disse sygehuse valgte sammen at dele afdelingerne mellem sig, således at daghospitalet lå i Hornsyld og de ambulante afdelinger i Juelsminde. Denne fusion var Danmarks første fusion mellem sygehuse, og den eksisterede indtil 1960'erne hvor Københavns kommune overtog Kysthospitalet og oprettede plejehjem.
1977 blev Kysthospitalet Juelsminde overdraget til Tvind-skolerne, som bevarede stedet som efterskole indtil 2005. 
I 2005 blev det gamle sygehus revet ned og erstattet af UDSIGTEN, som er nogle eksterne lejligheder med udsigt over Fyn og indsejlingen til Vejle Fjord.